# Château de la Cordelière
Le château de la Cordelière est un château à 3 km de Chaource. Ce château fut construit en deux parties : la petite Cordelière fut construit en 1780 par Nicolas Parent, la grande Cordelière à la fin du XIXe siècle par la famille Chandon de Briailles.

## La Petite Cordelière
Elle fut établie sur les terrains la maison rouge et La vente des Cordeliers. Nicolas Parent, avocat au parlement débuta sa construction en 1780, il fut guillotiné pendant la Terreur en 1794. La famille Micheau de Chassy lui  succède avant les Chandon de Briailles qui feront construire la Grande Cordelière.

## La Grande Cordelière
C'est un château de style néo-gothique, construit au début du XXe siècle (1892-1900) par le vicomte Frédéric Chandon de Briailles (1858-1918) fils de Pierre Gabriel Chandon, fondateur d'une célèbre maison de champagne d'Épernay. Il fait construire ce château inaugurée en 1900. Son fils aîné, le vicomte François Chandon de Briailles (1892-1953) fut maire de Chaource et conseiller général, qui épousa Odette de Fontenay, petite fille de Maupas, ancien ministre de Napoléon III et propriétaire du château de Vaux à Fouchères. C'est lui en 1933, qui fit élever la chapelle néogothique pour mettre le caveau de famille. Après sa mort en 1957 ses héritiers vendent le château.Gravures, tableaux, porcelaines, faïences orientales, bronzes, armes, armures, lustres de cristal, ameublement, 2000 livres sont dispersés aux enchères pendant 5 jours durant. Les fermes sont vendues dont celle du Beau Soleil. 2 000 ha de bois et étang sont achetés par une société belge.L'année suivante c'est le golf de Troyes qui achète le château et 50 hectares de bois. C'est aujourd'hui la propriété d'un golf.  

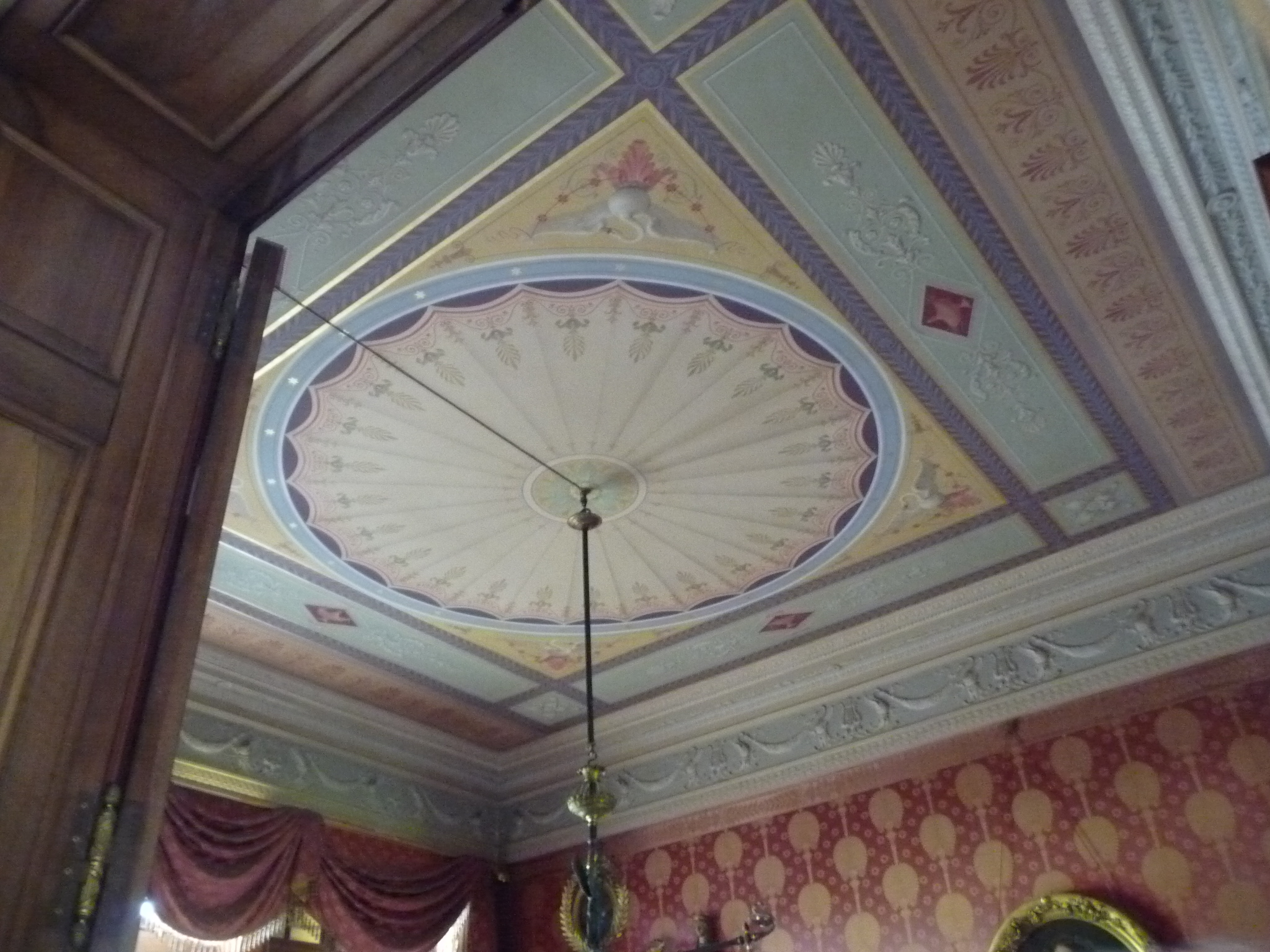
Plafond de la salle de billard de la Grande Cordelière.

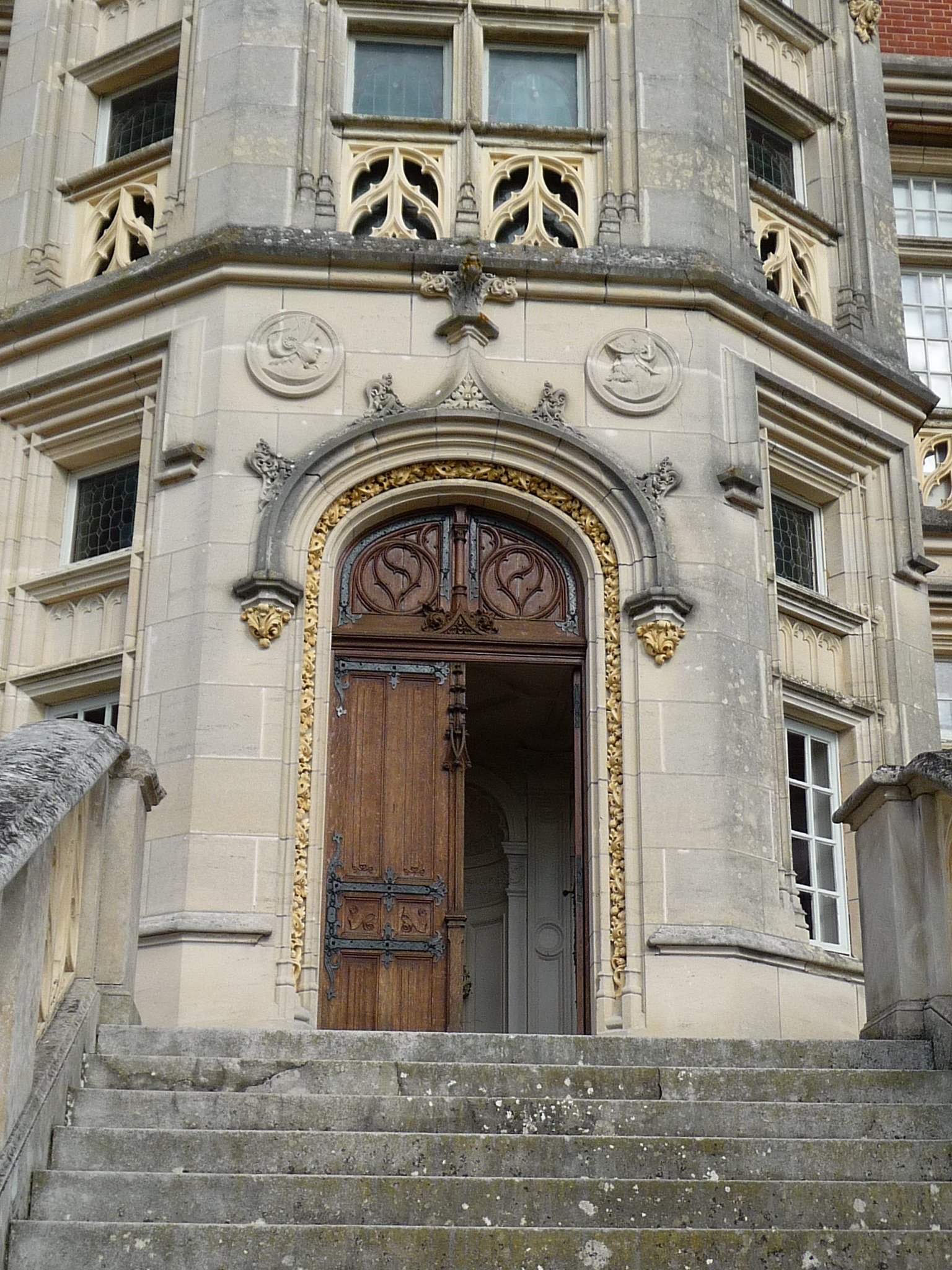
Porte arrière.

## Livres
- Jean-Claude Czmara, Châteaux dans l'Aube, éditions Le Pythagore  (ISBN 978-2-908456-74-5)